# Bibliothek der Fachhochschule Potsdam

Rechercheplätze in der Bibliothek

Hier kann man in aktuellen Zeitschriftenheften stöbern.

Die Bibliothek der Fachhochschule Potsdam ist eine zentrale Einrichtung der Fachhochschule Potsdam und wurde wie die Hochschule selbst 1992 gegründet. Als wissenschaftliche Bibliothek besteht ihre vorrangige Aufgabe darin, die analoge und digitale Medien- und Informationsversorgung aller Fachbereiche der Hochschule zu organisieren. Als öffentlich zugängliche Bibliothek steht sie darüber hinaus aber auch anderen Benutzerkreisen offen.
Die Bibliothek der Fachhochschule Potsdam verfügt über einen Medienbestand von 230.000 Bänden, der sich inhaltlich besonders aus den Themenbereichen Sozialwissenschaften, Soziologie, Erziehungswissenschaften, Psychologie, Politikwissenschaften, Wirtschaftswissenschaften, Kunstwissenschaften, Architektur, Bauingenieurwesen, Restaurierung, Kulturwissenschaften und Informationswissenschaften (Bibliothek, Archiv, Dokumentation) zusammensetzt.
Neben der umfassenden Medien- und Informationsversorgung steht die Vermittlung von Kenntnissen zur Informationskompetenz im Mittelpunkt der Bibliotheksarbeit. Im Jahr werden über 150 Lehrveranstaltungen angeboten, die die professionelle Recherche in bibliothekarischen Angeboten, Kenntnisse der Internetrecherche und Wissen über die Nutzung analoger und digitaler Medien vermitteln.
Die Bibliothek der Fachhochschule Potsdam versteht sich auch als Kulturraum der Hochschule und organisiert in dieser Funktion Ausstellungen und Lesungen, die die vielfältigen Aktivitäten der Hochschulangehörigen repräsentieren.

## Geschichte
1992 übernahm die Bibliothek die ehemalige Redaktionsbibliothek des Deutschen Fernsehfunks. Dieser Bestand von ca. 60.000 Bänden umfasst eine universelle inhaltliche Sammlung aus den 1950er Jahren bis zum Jahr 1991.
Im April 2009 bezog die Bibliothek ihre neuen Räumlichkeiten im Hauptgebäude Kiepenheuerallee 5. Auf einer Fläche von 2.600 m² stehen den Bibliotheksbenutzern alle Medienbestände, Schulungsräume, Computerarbeitsplätze sowie Lernarbeitsplätze zur Verfügung.

## Informationszentrum für Informationswissenschaft und -praxis
1993 übernahm die Fachhochschule Potsdam das Informationszentrum für Informationswissenschaft und -praxis, als die zentrale Fachdokumentationsstelle für Literatur der Informationswissenschaft. Das Informationszentrum ist Produzent der Datenbanken INFODATA, INFODATA-eDepot und eines Current Contents-Services.